# Ottaviano Cacherano
Ottaviano Cacherano d'Osasco, latinizzato come Octavianus Cacheranus (Asti, anni 1510 – Torino, settembre 1589), è stato un giurista, politico e magistrato italiano del XVI secolo.

## Biografia
Nacque agli inizi del XVI secolo dalla famiglia nobile dei Cacherano di Osasco, figlio secondogenito di Giovanni di Osasco, conte di Rocca d'Arazzo, e di Margherita Provana di Leini.
Una volta compiuti gli studi di diritto, divenne nel 1530 avvocato fiscale generale dell'astigiano e del marchesato di Ceva. Dopo avere difeso le pretese dei Savoia e avere lottato (senza successo) contro l'occupazione francese come castellano dei duchi di Pinerolo, riprese l'attività giuridica. Dal 1552 operò anche a Ivrea e Vercelli, ancora per difendere le prerogative ducali. Si occupò anche di questioni economiche, venendo nominato senatore da Emanuele Filiberto di Savoia, che lo fece trasferire a Nizza.
Dopo la stipula della pace di Cateau-Cambrésis (1559) e la restaurazione feudale dei Savoia, ebbe il feudo di Coassolo (in aggiunta a quello paterno di Rocca d'Arazzo), a cui ne aggiunse presto altri; divenne secondo presidente del Senato di Piemonte poco dopo, nel 1560; infine nel 1575 fu nominato gran cancelliere di Savoia (succedendo al conte Tommaso Langosco di Stroppiana), la massima carica del Ducato di Savoia.
Morì nel settembre del 1589 a Torino.

## Opere
- (LA) Responsa, Torino, Società della Concordia, 1624.